# Collonge-en-Charollais
Collonge-en-Charollais é uma comuna francesa na região administrativa de Borgonha-Franco-Condado, no departamento Saône-et-Loire. Estende-se por uma área de 12,18 km². Em 2010 a comuna tinha 142 habitantes (densidade: 11,7 hab./km²).